# Tropentarn

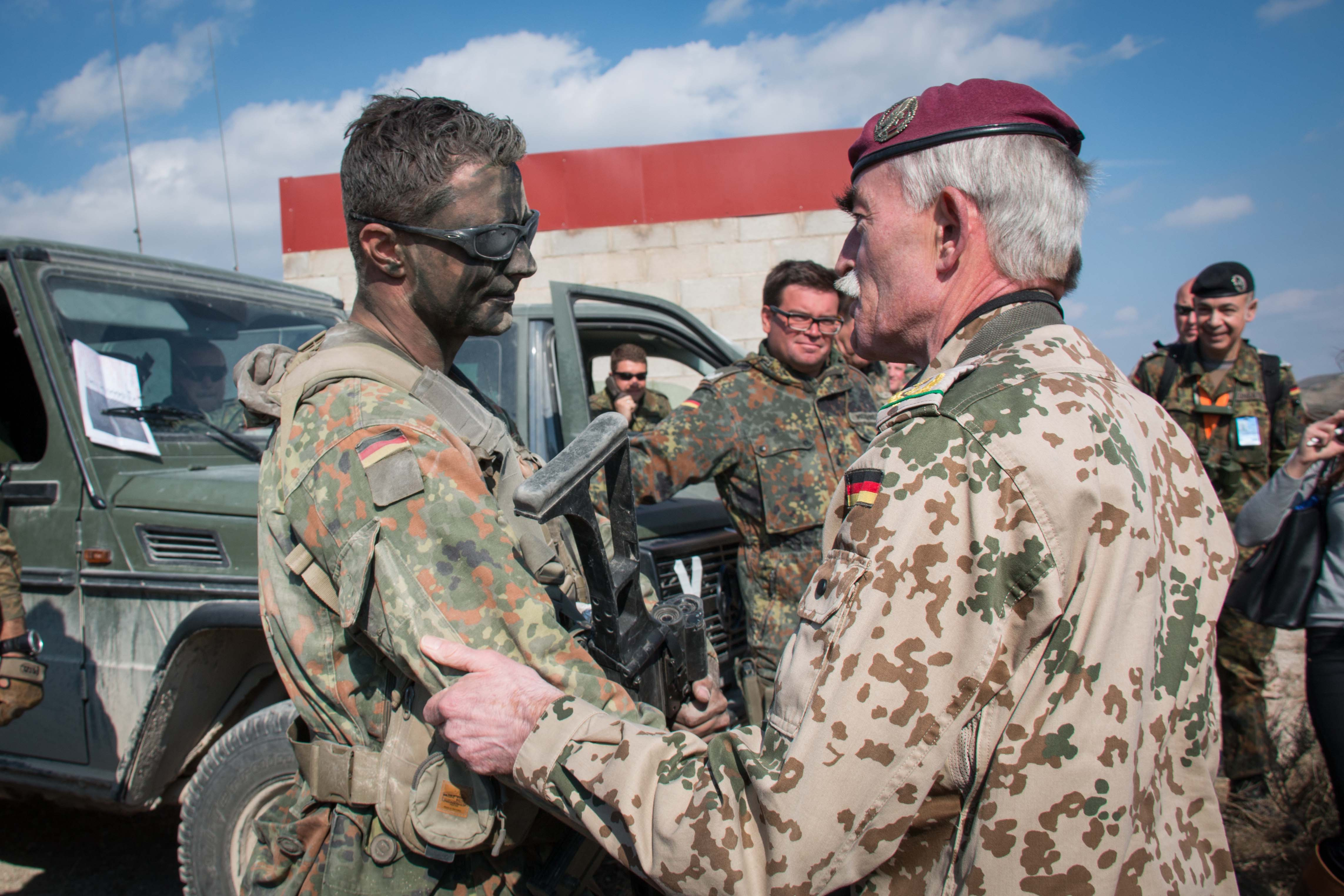
Soldat links in Tropentarn, Soldat rechts in Wüstentarn. Soldaten hinten im dunklen Flecktarn.

Unter Tropentarn versteht man ein von der Bundeswehr verwendetes Tarnmotiv.

## Begriff
Der Begriff wird meist fälschlicherweise mit Wüstentarn in Verbindung gebracht. Fachlich abgekürzt heißt Tropentarn 5-Farb FT (Flecktarn) (sandfarben, braun, grün).
Der Begriff Tropentarn wurde früher auch für leichtere feuchtklimataugliche Uniformen verwendet, die zum Beispiel in Kosovoeinsätzen Verwendung fanden. Den Bezeichnungen von Uniformen für Kosovo und ähnliche Einsätze, die 5-Farb FT besitzen, wird der Vermerk „Tropen“ angehängt (Bsp.: BwFeldbluse FT Tropen). Diese sind von den Anzügen, die in Deutschland getragen werden, optisch nur schwer zu unterscheiden, da sie dasselbe Tarnmuster verwenden. Sie sind jedoch aus anderen Materialien hergestellt.

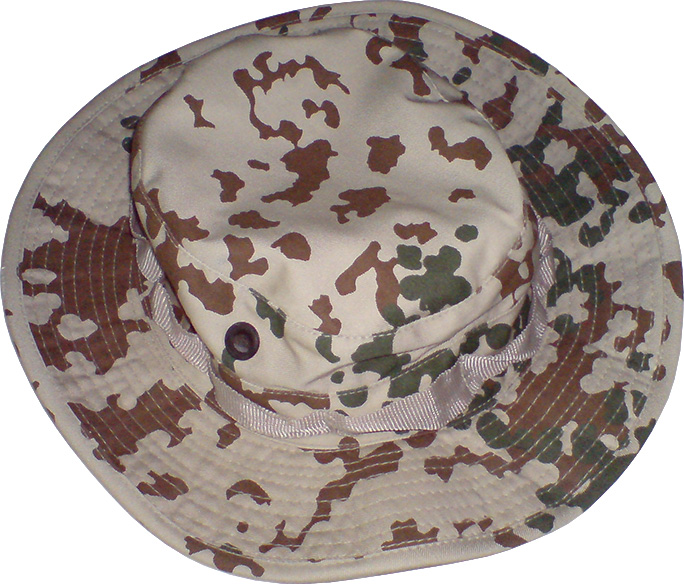
Boonie Hat in 3-Farb-Flecktarn

## Motiv und Wirkung
Die Tarnung besteht aus kleinen, rundlichen und unterschiedlich farbenen Flecken, ähnlich dem 5-Farb-FT.
Die Basisfarbe ist Sandbraun mit ockerbraunen und olivgrünen Flecken.
Das Tarnmotiv wirkt ideal auf leicht bewachsenem Sandboden und trockenen Steppen.
Durch den hohen Helligkeitswert eignet es sich auch für lichte Wälder und Wüstenboden.
Derzeit wird an einem anderen Wüstentarnmotiv für die Bundeswehr gearbeitet, das im Gegensatz zum Tropentarn aus nur zwei Farben besteht (Sandbraun und Ocker) und ein digitales Muster verwendet.

## Einsatz
Tropentarn wird militärisch ausschließlich in der Bundeswehr verwendet.
Vorrangig verwendet wurde es im Heer sowie der Luftwaffe beim Bundeswehreinsatz in Afghanistan.
Auch für den zivilen Bereich wird das Tropentarnmotiv für diverse Artikel (Hosen, Waschtaschen, Basecaps, US-Jacken, etc.) für den Military-Look genutzt.

## Verarbeitung von Tropenausrüstung
Uniformen und Ausrüstungen werden aus einem leichteren, meist luftdurchlässigeren Material gearbeitet, das die Klimatisierung in wärmeren Regionen verbessern soll.
So haben beispielsweise Tropen-Feldblusen keinen Reißverschluss, und im Achselbereich wurde ein Ventilationsgitter eingenäht. Dies vermindert die Schweißbildung und beschleunigt das Trocknen feuchter Kleidung am Körper.

## Uniformen
In Deutschland ist den Soldaten das Tragen einer kompletten Uniform in Wüstentarn verboten.
Ausnahmen können jedoch erteilt werden für Anschauungszwecke (z. B. Tag der offenen Tür), für Ausbildungszwecke oder zur Einsatzvorbereitung.
Außerdem ist es im zivilen Bereich für sportive Veranstaltungen gestattet.